# Paleis van Nassau

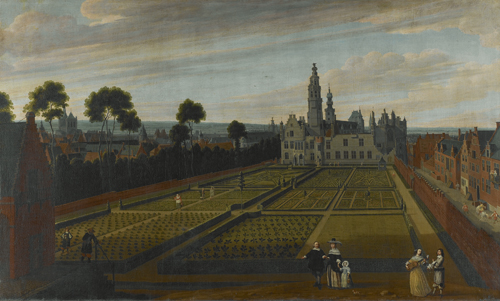
Guilliam van Schoor (landschap) en Gillis van Tilborgh (figuren). Het Paleis van Nassau te Brussel. 1658. Brussel, Koninklijke Musea voor Schone Kunsten van België.

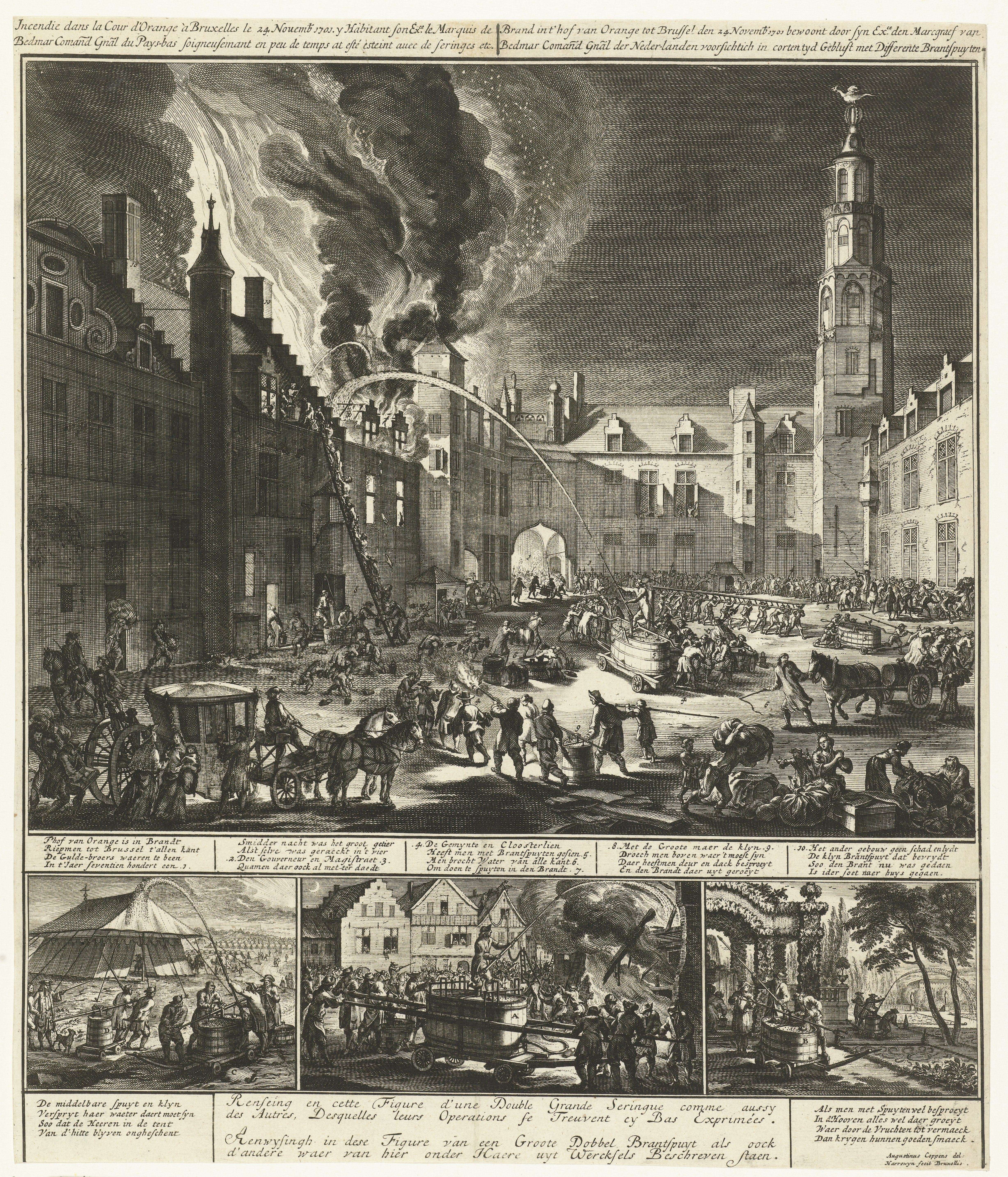
Bluswerken tijdens de brand van 1701

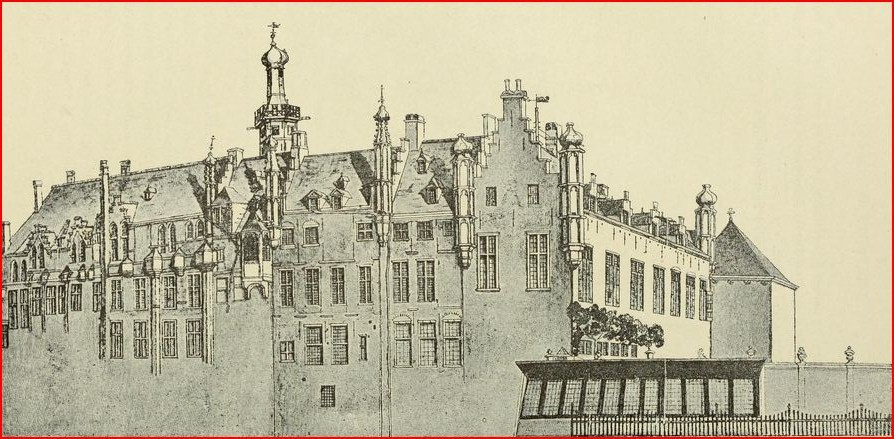
Gezicht vanuit de Ruisbroekstraat (F.J. Derons, 1759)

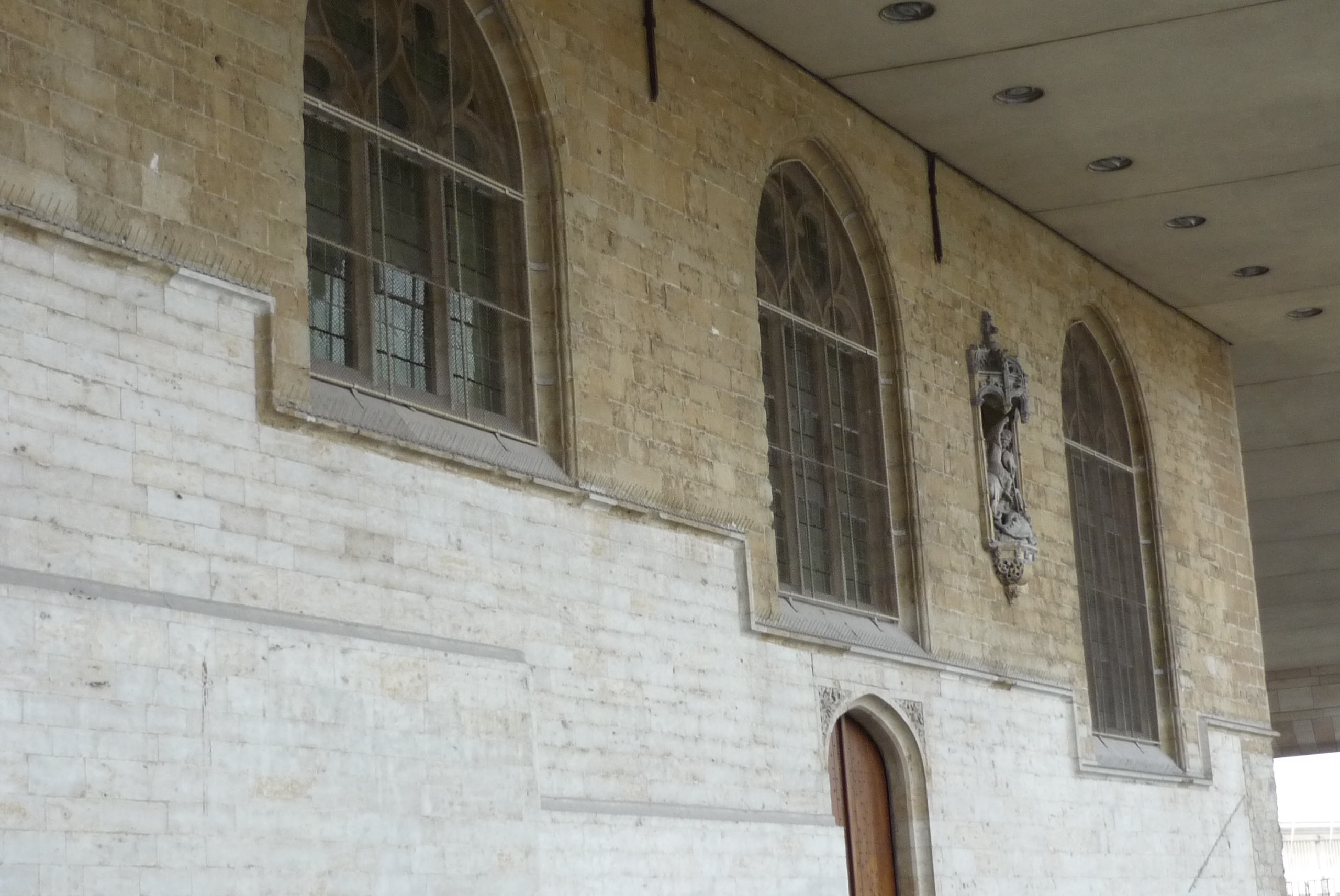
De hofkapel, nu geïntegreerd in de Albertina

Het Paleis van Nassau, ook Hof van Nassau genoemd (Frans: Hôtel de Nassau), is het voormalige stadspaleis van de graven van Nassau gelegen op de Koudenberg in Brussel.

## Geschiedenis
Het paleis werd gebouwd op een strategische plaats op een van de hoger gelegen stadsgedeelten van Brussel niet ver van de residentie van de hertogen van Brabant, het Paleis op de Koudenberg. Met de bouw werd in de jaren 40 van de 14e eeuw begonnen door de vermogende edelman Willem van Duivenvoorde, toen deze zich in Brussel vestigde. Omdat Willem van Duivenvoorde twaalf buitenechtelijke kinderen naliet maar geen wettige, kwamen zijn bezittingen, waaronder zijn Brusselse residentie in het bezit van de familie Van Polanen. Het stond toen gekend als herberg van de Lek. Door het huwelijk in 1403 van de laatste telg uit deze familie, Johanna van Polanen, met Engelbrecht I van Nassau-Siegen, kwam het paleis in het bezit van de graven van Nassau. De aanwezigheid van de graven van Nassau in de nabijheid van het Paleis op de Koudenberg – de residentie van de toenmalige machthebbers van de Nederlanden – droeg in grote mate bij tot de groei van hun politieke invloed in de 15e en 16e eeuw. Tussen de jaren 1480 en 1520 werd het paleis uitgebreid verbouwd door Engelbrecht II en zijn opvolger Hendrik III. Architecten waren onder meer Loys van Boghem, Laurens Keldermans en Hendrik van Pede (1503).
Onder Hendrik III groeide het paleis uit tot trefpunt van de gekroonde hoofden van Europa, maar ook van kunstenaars en schrijvers. In 1517 maakte de secretaris van kardinaal Luigi d'Aragona, de Italiaan Antonio de Beatis, een beschrijving van het paleis. Hij beschreef niet alleen de talloze trompe-l'oeil deuren, maar ook een gigantisch groot bed, dat Hendrik liet maken om tijdens een van zijn vele banketten dronken gasten in te gooien. Ook vermeldt De Beatis verschillende schilderijen in het paleis, zoals het drieluik De tuin der lusten van Jheronimus Bosch (in de Grote Zaal) en een Oordeel van Paris met de drie godinnen, vermoedelijk geschilderd door Cranach. In 1520 werd het paleis bezocht door de Duitse schilder Albrecht Dürer, die melding maakt van een ‘gut gemähl’ van Hugo van der Goes in de kapel (waarschijnlijk De Zeven Sacramenten, een teloorgegaan altaarstuk). Ook vermeldt Dürer net als De Beatis het grote bed, dat volgens hem plaats bood aan 50 personen, en kreeg hij de meteoriet te zien, die naast Hendrik III in een veld zou zijn gevallen.
Na Hendriks dood kwam het paleis via René van Chalon in het bezit van Willem van Oranje. Hij hield er grote sier. Niet minder dan 24 schildknapen stonden tot zijn beschikking, en zijn hof werd beschouwd als de meest vooraanstaande gastronomieschool van Europa. Door de schitterende feesten die hij er gaf, was zijn schuld op zeker moment opgelopen tot 900.000 florijnen. Het paleis bevatte ook een kunstgalerij, waarop inventarissen uit 1568 en 1618 een blik bieden. Deze laatste lijst noemt 56 schilderijen en wandtapijten.
Willem schaarde zich achter de opstand tegen Spanje (1568) en zag zijn bezittingen verbeurd verklaard. Het Brusselse paleis werd geconfisqueerd en de pas aangekomen hertog van Alva nam er zijn intrek. In 1601 werd de maatregel opgeheven ten gunste van Oranje's oudste zoon Filips Willem, die in Spanje een beginselvaste katholiek was geworden en bij zijn terugkeer in Brussel het voorouderlijke huis terug in bezit mocht nemen.
Uit deze tijd dateert een getuigenis van de Franse reiziger Pierre Bergeron. Hij was in 1612 in Brussel en herinnerde zich in zijn onuitgegeven manuscript Itinéraire germano-belgique vooral de alomtegenwoordige leuzen in het paleis: het trotse Ce sera moy Nassau en het eigenlijke devies, een varend schip met Tardando progredior (vertragend ga ik vooruit). Daarna was het paleis onder meer de residentie van landvoogd Peter Ernst I van Mansfeld en markies Isidro de la Cueva y Benavides, de commandant van de Spaanse troepen. Tijdens diens verblijf brak er brand uit, maar de gulde-broers waren snel te been en konden met hun recent uitgevonden brandspuit de vlammen doven voordat er veel schade werd aangericht (1701).
In 1731 werd het nabijgelegen Paleis op de Koudenberg door brand verwoest en verhuisde het hof aldaar naar het Hof van Nassau, dat voortaan als het Nieuwe Hof door het leven ging. Omstreeks 1750 opende Karel van Lotharingen onderhandelingen om het Paleis van Nassau op te kopen. Het paleis was bouwvallig en niet meer aangepast aan de smaak van de tijd. Het werd voor weinig geld verkocht en nagenoeg volledig afgebroken (op de kapel na), om plaats te maken voor een neoklassieke residentie van de gouverneurs-generaal van de Oostenrijkse Nederlanden (zie Paleis van Karel van Lotharingen). In 1797 was de oude tuin van het paleis een gerenommeerde kruidtuin geworden, eerst onderdeel van de École centrale van Brussel en vanaf 1822 uitgebaat door de Société de Flore. Hij moest na enige decennia plaats ruimen voor het Palais de l'Industrie nationale (1825).

## Overblijfselen
De aan Sint-Joris gewijde Nassaukapel in Brabants-gotische stijl is het enige deel van het paleis dat nog bewaard is. Het is een 15e-eeuws gotisch bouwwerk dat allicht op de plaats van de oorspronkelijke kapel van 1344 staat. Op de gevel is een basreliëf aangebracht van Georges Dobbels dat het vroegere uitzicht van het paleis toont (1969).
In de 19e eeuw diende de kapel achtereenvolgens als:
- biermagazijn;
- opslagplaats voor het beeldhouwwerk van Mathieu Kessels;
- laboratorium van het Koninklijk Museum voor Natuurkunde (de iguanodons van Bernissart waren er opgesteld);
- cataloguszaal voor het Internationaal Instituut voor Bibliografie van Paul Otlet;
- leeszaal van het Algemeen Rijksarchief.

In 1956 werd de kapel ingesloten binnen de moderne gebouwen van de Albertina op de Kunstberg, nadat eerst verplaatsing was overwogen. De ruimte wordt gebruikt voor tentoonstellingen.